# Eerste klasse 1977-78 (voetbal België)
Het seizoen 1977/78 van de Belgische Eerste Klasse ging van start in de zomer van 1977 en eindigde in de lente van 1978. Club Brugge werd voor de derde maal op rij landskampioen.

## Gepromoveerde teams
Deze teams waren gepromoveerd uit de Tweede Klasse voor de start van het seizoen:
- Boom FC (kampioen in Tweede)
- RAA Louviéroise (eindrondewinnaar)

## Degraderende teams
Deze teams degradeerden naar Tweede Klasse op het eind van het seizoen:
- KSV Cercle Brugge
- Boom FC

## Titelstrijd
Club Brugge werd landskampioen met één puntje voorsprong op RSC Anderlecht en twee op Standard Luik.

## Europese strijd
Club Brugge was als landskampioen geplaatst voor de Europacup voor Landskampioenen van het volgend seizoen. In het huidige seizoen had Club Brugge nog de finale van deze Europese beker bereikt. SK Beveren-Waas plaatste zich als bekerwinnaar voor de Europese Beker voor Bekerwinnaars. Ook RSC Anderlecht zou volgend seizoen aantreden in de Beker voor Bekerwinnaars in plaats van UEFA Cup; Anderlecht had dit seizoen immers deze beker gewonnen en was als titelverdediger weer geplaatst. Standard de Liège en Lierse SV plaatsten zich voor de UEFA Cup.

## Degradatiestrijd
KSV Cercle Brugge en Boom FC eindigden afgetekend op de twee laatste plaatsen en degradeerden.

## Eindstand
|         |    |                      | P  | W  | G  | V  | +  | -  | DS  | Ptn |
| ------- | -- | -------------------- | -- | -- | -- | -- | -- | -- | --- | --- |
| K       | 1  | Club Brugge KV       | 34 | 22 | 7  | 5  | 73 | 48 | 25  | 51  |
| (beker) | 2  | RSC Anderlecht       | 34 | 22 | 6  | 6  | 69 | 24 | 45  | 50  |
| (UEFA)  | 3  | R. Standard de Liège | 34 | 20 | 9  | 5  | 70 | 33 | 37  | 49  |
| (UEFA)  | 4  | K. Lierse SV         | 34 | 21 | 5  | 8  | 70 | 41 | 29  | 47  |
| (beker) | 5  | SK Beveren-Waas      | 34 | 15 | 10 | 9  | 45 | 29 | 16  | 40  |
|         | 6  | K. Beerschot VAV     | 34 | 12 | 15 | 7  | 59 | 41 | 18  | 39  |
|         | 7  | RWD Molenbeek        | 34 | 15 | 6  | 13 | 55 | 46 | 9   | 36  |
|         | 8  | R. Antwerp FC        | 34 | 13 | 10 | 11 | 44 | 35 | 9   | 36  |
|         | 9  | KFC Winterslag       | 34 | 13 | 8  | 13 | 50 | 56 | -6  | 34  |
|         | 10 | K. Beringen FC       | 34 | 13 | 7  | 14 | 38 | 44 | -6  | 33  |
|         | 11 | KSV Waregem          | 34 | 12 | 8  | 14 | 43 | 48 | -5  | 32  |
|         | 12 | R. Charleroi SC      | 34 | 12 | 5  | 17 | 40 | 56 | -16 | 29  |
|         | 13 | KSC Lokeren          | 34 | 9  | 10 | 15 | 46 | 46 | 0   | 28  |
|         | 14 | RFC Liégeois         | 34 | 9  | 10 | 15 | 43 | 48 | -5  | 28  |
|         | 15 | RAA Louviéroise      | 34 | 9  | 7  | 18 | 29 | 63 | -34 | 25  |
|         | 16 | KV Kortrijk          | 34 | 6  | 12 | 16 | 35 | 53 | -18 | 24  |
| D       | 17 | KSV Cercle Brugge    | 34 | 4  | 8  | 22 | 24 | 65 | -41 | 16  |
| D       | 18 | K. Boom FC           | 34 | 4  | 7  | 23 | 31 | 88 | -57 | 15  |

P: wedstrijden gespeeld, W: wedstrijden gewonnen, G: gelijke spelen, V: wedstrijden verloren, +: gescoorde doelpunten, -: doelpunten tegen, DS: doelsaldo, Ptn: totaal punten
K: kampioen, D: degradeert, (beker): bekerwinnaar, (UEFA): geplaatst voor UEFA-beker

## Topscorers
De West-Duitser Harald Nickel van Standard Luik werd topschutter met 22 doelpunten.
1895/96 · 1896/97 · 1897/98 · 1898/99 · 1899/00 · 1900/01 · 1901/02 · 1902/03 · 1903/04 · 1904/05 · 1905/06 · 1906/07 · 1907/08 · 1908/09 · 1909/10 · 1910/11 · 1911/12 · 1912/13 · 1913/14 · 1914/15 · 1915/16 · 1916/17 · 1917/18 · 1918/19 · 
1919/20 · 1920/21 · 1921/22 · 1922/23 · 1923/24 · 1924/25 · 1925/26 · 1926/27 · 1927/28 · 1928/29 · 1929/30 · 1930/31 · 1931/32 · 1932/33 · 1933/34 · 1934/35 · 1935/36 · 1936/37 · 1937/38 · 1938/39 · 1939/40 · 1940/41 · 1941/42 · 1942/43 · 1943/44 · 1944/45 · 1945/46 · 1946/47 · 1947/48 · 1948/49 · 1949/50 · 1950/51 · 1951/52 · 1952/53 · 1953/54 · 1954/55 · 1955/56 · 1956/57 · 1957/58 · 1958/59 · 1959/60 · 1960/61 · 1961/62 · 1962/63 · 1963/64 · 1964/65 · 1965/66 · 1966/67 · 1967/68 · 1968/69 · 1969/70 · 1970/71 · 1971/72 · 1972/73 · 1973/74 · 1974/75 · 1975/76 · 1976/77 · 1977/78 · 1978/79 · 1979/80 · 1980/81 · 1981/82 · 1982/83 · 1983/84 · 1984/85 · 1985/86 · 1986/87 · 1987/88 · 1988/89 · 1989/90 · 1990/91 · 1991/92 · 1992/93 · 1993/94 · 1994/95 · 1995/96 · 1996/97 · 1997/98 · 1998/99 · 1999/00 · 2000/01 · 2001/02 · 2002/03 · 2003/04 · 2004/05 · 2005/06 · 2006/07 · 2007/08 · 2008/09 · 2009/10 · 2010/11 · 2011/12 · 2012/13 · 2013/14 · 2014/15 · 2015/16 · 2016/17 · 2017/18 · 2018/19 · 2019/20 · 2020/21· 2021/22 · 2022/23 · 2023/24 · 2024/25